# Boguszowice (gromada)
Boguszowice – dawna gromada, czyli najmniejsza jednostka podziału terytorialnego Polskiej Rzeczypospolitej Ludowej w latach 1954–1972.
Gromady, z gromadzkimi radami narodowymi (GRN) jako organami władzy najniższego stopnia na wsi, funkcjonowały od reformy reorganizującej administrację wiejską przeprowadzonej jesienią 1954 do momentu ich zniesienia z dniem 1 stycznia 1973, tym samym wypierając organizację gminną w latach 1954–1972.
Groamda Boguszowice z siedzibą GRN w Boguszowicach (obecnie w granicach Rybnika) utworzono – jako jedną z 8759 gromad na obszarze Polski – w powiecie rybnickim w woj. stalinogrodzkim, na mocy uchwały nr 22/54 WRN w Stalinogrodzie z dnia 5 października 1954. W skład jednostki wszedł obszar dotychczasowej gromady Boguszowice ze zniesionej gminy Boguszowice w tymże powiecie.
13 listopada 1954 gromadę Boguszowice zniesiono w związku z nadaniem jej statusu osiedla, dla którego ustalono 27 członków osiedlowej rady narodowej
18 lipca 1962 osiedle Boguszowice otrzymało prawa miejskie a 27 maja 1975 miasto włączono do Rybnika.